# Zweibrütiger Kiefern-Nadelholzspanner
Der Zweibrütige Kiefern-Nadelholzspanner (Thera obeliscata), auch Brauner Kiefernwald-Blattspanner genannt, ist ein Schmetterling (Nachtfalter) aus der Familie der Spanner (Geometridae).

## Merkmale

### Falter
Die Flügelspannweite der Falter beträgt 25 bis 34 Millimeter. Bezüglich der Farbgestaltung der Vorderflügel zeigen sie eine große Variabilität. Die Grundfarbe reicht von graubraunen bis zu rötlichen Tönungen. Wurzelbereich und Mittelfeld heben sich deutlich hervor und können rostrote, gelbbraune oder dunkelbraune Farben zeigen. Das Mittelfeld ist in Richtung des Innenrandes eingeschnürt. Am Saum verläuft eine aus Punkten gebildete dunkle Linie, die zuweilen undeutlich ausgeprägt ist. Der Apex ist spitz. Die graubraunen Hinterflügel sind mit einem kleinen schwarzen Mittelfleck, der auf der Unterseite deutlich hervor tritt sowie einer meist schwach ausgebildeten dunklen Querlinie versehen.

### Ei
Das Ei hat eine längliche Form und ist gelblich bis grünlich gefärbt. Die Oberfläche ist durch Rinnen in unregelmäßige, mit kleinen Warzen besetzte Felder geteilt.

### Raupe
Erwachsene Raupen sind grün gefärbt. Sie zeigen weißgelbe Nebenrückenlinien und Seitenstreifen. Am hinteren Ende sind zwei kleine Spitzen zu erkennen.

### Puppe
Die grünliche oder bräunliche Puppe ist mit weißlichen oder gelblichen Längslinien überzogen. Die Analspitze hat eine rotbraune Farbe.

### Ähnliche Arten
Aufgrund der großen Farbvariabilität und der ähnlichen Zeichnungselemente sind die Falter des Veränderlichen Nadelholzspanners (Thera variata), des Sägezahnfühler-Nadelholzspanners (Thera britannica), des Braunen Linien-Blattspanners (Thera cognata), des Grauen Wacholder-Nadelholzspanners (Thera juniperata), des Herbst-Kiefern-Nadelholzspanners (Pennithera firmata) sowie von Thera cembrae und Pennithera ulicata zuweilen schwer von einigen Formen von Thera obeliscata zu unterscheiden. Im Zweifel sollten Spezialisten zur Bestimmung zu Rate gezogen werden.

## Geographische Verbreitung und Vorkommen
Der Zweibrütige Kiefern-Nadelholzspanner ist in Europa weit verbreitet, im Osten bis nach Sibirien, im Süden bis zum Kaukasus. In den Alpen ist er noch in Höhen von über 1500 Metern zu finden. Die Art besiedelt bevorzugt Kiefernwälder.

## Lebensweise
Die nachtaktiven Falter fliegen in einer ersten Generation überwiegend von Mai bis Juli sowie gebietsweise in einer zweiten von August bis Oktober. Nachts besuchen sie gerne künstliche Lichtquellen. Die Raupen ernähren sich von den Nadeln der Waldkiefer (Pinus sylvestris). Sie überwintern. Die Verpuppung erfolgt in einem dünnen Gespinst zwischen den Nadeln.

## Gefährdung
Der Zweibrütige Kiefern-Nadelholzspanner kommt in Deutschland in allen Bundesländern vor und ist gemäß der Roten Liste nicht gefährdet.